# Friedrich Fehleisen
Friedrich Fehleisen (1854 à Reutlingen - 1924) était un chirurgien allemand. Il est considéré comme ayant élucidé l'étiologie de l'érysipèle.